# Evropska bolnica Žorž Pompidu
Evropska bolnica Žorž Pompidu (akronim HEGP fr. Hôpital européen Georges-Pompidou) jedna je od mnogobrojnih bolnica u Parizu koja je nastala s početka 21. veka spajnjem tri stare pariske bolnice, pod upravom Assistance publique-Hôpitaux de Pariz (AP-HP).

## Položaj
Evropska bolnica Žorž Pompidu se nalazi na adresi 20, rue Leblanc 75015, između ulica Leblanc i ulice Professeur-Florian-Delbarre u 15. arondismanu Pariza, na obali Sene nedaleko od mosta Garigliano, u blizini parka Andre-Citroen i prostorija Francuske televizije.

## Cilj
Osnivanje ove bolnice imalo je za cilj da zadovolji sve rastuće potreba za bolničkom medicinom u 21. veku, zasnovanim na inovativnoj metodi organizacije i upravljanja i efikasnijem i ugodnijem okruženju za prihvat. pacijenata. 
Ovakav cilj odražava evropsku dimenziju ove ustanove koja svoje poreklo vuče iz sličnih projekata u Belgiji, Švicarskoj, Švedskoj i Danskoj, sa ciljem da nastavi  se uspostavljanjem programa razmene a nekoliko bolnica u Evropskoj uniji.

## Istorija
Evropska bolnica Žorž Pompidu jedna je od najnovijih i glavna bolnica u Parizu, koja je svečano otvorena 2000. godine. Ime je dobila u čast bivšeg predsednika Republike Francuske Žorža Pompidua.
Nastala je objedinjavanje usluga nekoliko pariskih medicinskih ustanova: 
- bolnice Boucicaut (15. arondisman),
- bolnice Broussais (14. arondisman),
- bolnice Laenak (7. arondisman),
- ortopedske i traumatološke službe Rothschild.[2]

Sve navedene bolnice preseljene su u novoizgrađeni kompleks koji je dizajnirao francuski arhitekta Aimeric Zublena.
Le Pôle du cœur, le Pôle Cancérologie i le Pôle Urgences Réseauza za hitne slučajeve su tri klinička centra koja bolnicu svrstavaju u jednu od najefikasnijih bolnica u Evropi. Od ostalih bolnica u Evropi bolnica se decembra 2013. godine izdvojila po tome što je tim profesora Christiana Latremouille-a u ugradio veštačko srce po prvi put u svetu.

## Izgled, kadar i oprema
Dizajn bolnice poveren je francuskom arhitekti Aymericu Zubleni, poznatom i po učešću u izgradnji Stad de Frans. 
Ukupna površina bolnice je 120.000 m². Bolnički kompleks, organizovan je oko središnjeg popločanog dela, i sastoji se od devet međusobno povezanih zgrada. Kako bi se poboljšala dobrobit pacijenata, naglasak je stavljen na upotrebi prirodnog svetla za osvetljenje prostorija (stavljanjem zgrada pod stakleni krov) . Pešačke staze i ulice na prilazu bolnici svojom dužinom omogućavaju maksimalan prodor dnevne svetlosti.
Gotovo 3.700 ljudi zapošljeno je u  HEGP prelaskom iz bolnica  Broussais, Laennec i Boucicaut između decembra 1997. i decembra 1999. godine, kada je otvorena nova bolnica.
Sa 830 kreveta, HEGP preuzima ulogu lokalne bolnice za 570 000 stanovnika jugozapadnog Pariza. Uz to, pruža urgentnu medicinsku pomoć iz tri oblasti medicine: urgentne mediicine, onkologija i kardiovaskularne oblasti.
Od svog nastanka, HEGP kombinuje veštine istraživačkih jedinica iz Inserma, CNRS-a i univerziteta. Priključena je na Pariski univerzitet Descartes, u septembru 2009. godine  koji radi u novoj zgradi površine od 4.500 m², na sedam spratova u kojoj rade istraživači u potpunosti posvećeni  istraživanjima, posebno na polju kardiovaskularnih bolesti, u bliskoj saradnji sa kliničarima.

HEGP ima posebno inovativne tehničke platforme i strukture za negu bolesnika. Na primer, biološki pol ima posebnost, jedinstvenu u Francuskoj, u povezivanju robotizacije pre-analitičke obrade bioloških uzoraka sa značajnom automatizacijom biohemije i biološke hematologije, što omogućavajva optimalnu preraspodelu medicinskih timova u specijalizovanim misijama.

## Usluge
Bolnica svojim pacijentima pruža:
- ambulantnu hirurgiju,
- kućnu dijalizu,
- honorarnu noćnu ili dnevnu hospitalizaciju,
- hemodijalizu za odrasle
- kardiohirurgiju.
- dijagnostičke usluge u centrima za kardiologiju, reanimaciju, onkologiju,[6] radioterapiju i genetiku.
- konsultantske usluge iz oblasti radioloških i CT preglede, kao i u slučaju hitne medicinske pomoći.[7]

## Spoljašnje veze
Mediji vezani za članak Evropska bolnica Žorž Pompidu na Vikimedijinoj ostavi

- Evropska bolnica Žorž Pompidu (језик: француски)
- Hopital Europeen Gorges Pompidou, Infrastructure sports et loisirs 15 Rue Leblanc 75015 Paris (језик: француски)